# Ground zero
Ground zero ('bodemnulpunt') is een Engelstalige aanduiding voor het verticaal op het maaiveld geprojecteerde punt van explosie van een in de lucht of ondergronds ontploffende (nucleaire) bom of meteoriet. Ontploft de bom op de grond, dan is die plek het groundzeropunt.
Soms wordt de uitdrukking ook gebruikt voor het epicentrum van een aardbeving.

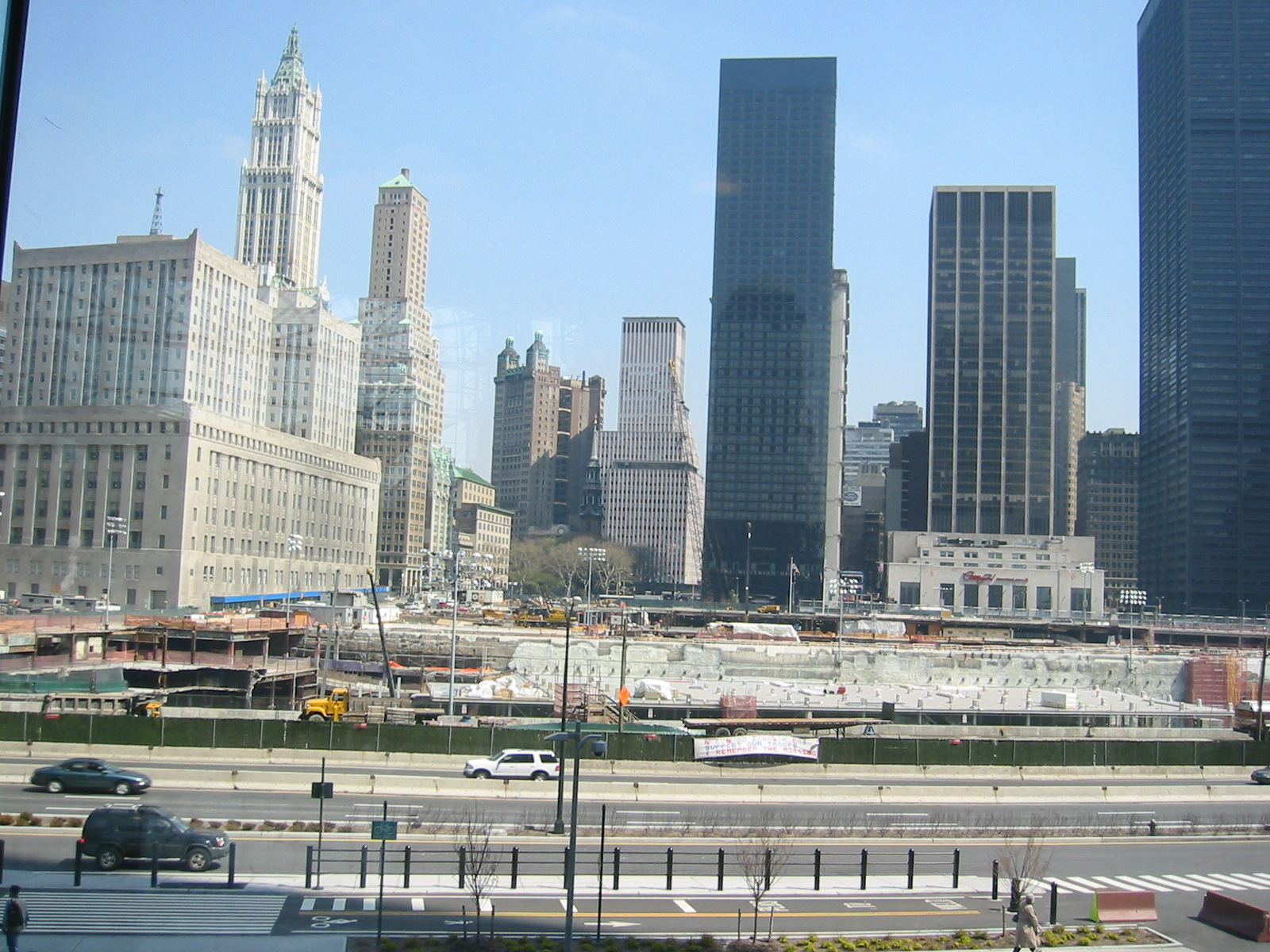
Ground Zero in New York

## Ground Zero in New York
Sinds de terroristische aanslagen op het World Trade Center in New York op 11 september 2001 wordt vaak van Ground Zero gesproken als de plaats wordt bedoeld waar het WTC vroeger stond. Het is de huidige locatie van het National September 11 Memorial & Museum.